# Eugène Pottier

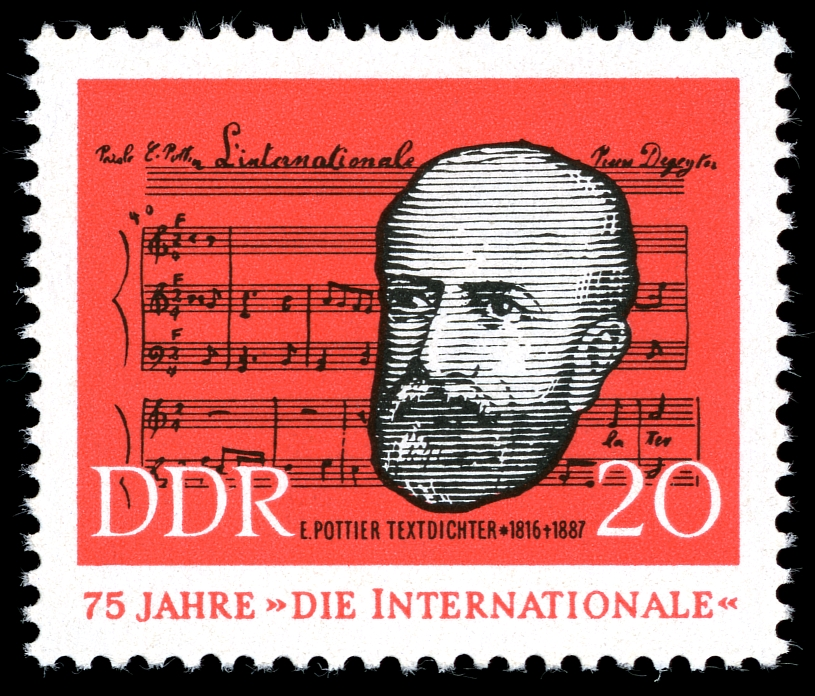
Eugène Pottier (DDR-Briefmarke 1963)

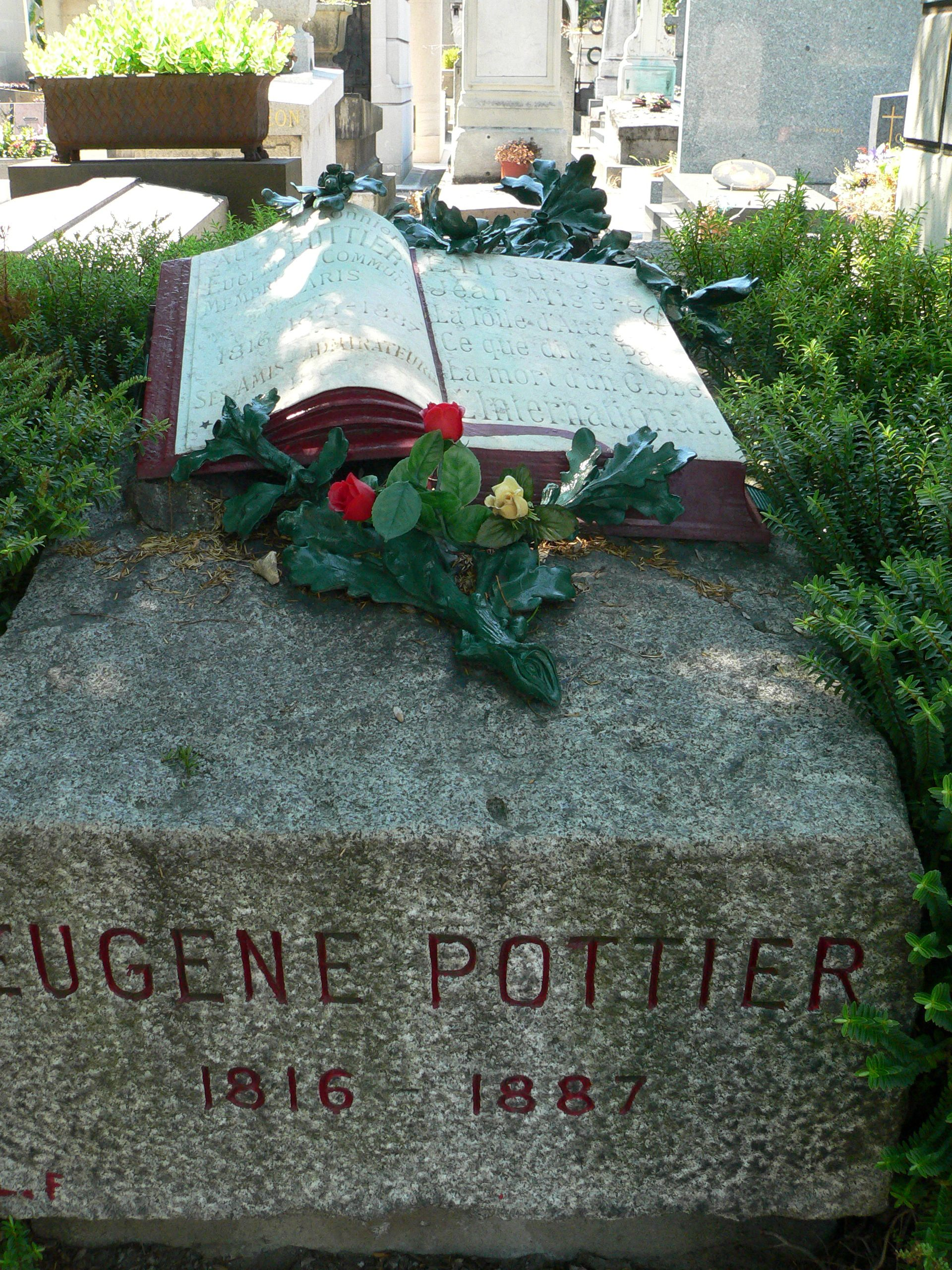
Das Grab Eugène Pottiers

Eugène Edine Pottier (* 4. Oktober 1816 in Paris; † 6. November 1887 ebenda) war ein französischer Dichter. Er wurde bekannt als Textdichter der internationalen Hymne der Arbeiterbewegung und des Sozialismus bzw. Kommunismus, der Internationalen.

## Leben
Pottier war ein französischer Sozialist und Transportarbeiter. Er war Mitglied der französischen Sektion der Ersten Internationale und von März bis Mai 1871 Mitglied der Pariser Kommune. Aus der Kommune-Erfahrung heraus schrieb er den Text der Hymne der Arbeiterbewegung: Die Internationale. 
Bei der grausamen Niederschlagung der Kommune gelang es ihm zu entkommen. Er emigrierte in die USA. Im Jahr 1880 wurde er begnadigt und konnte nach Frankreich zurückkehren.
Pottier starb im November 1887 und wurde auf dem Friedhof Père-Lachaise in Paris begraben.

## Deutschsprachige Ausgaben
- Eugène Pottier, Jean-Baptiste Clément: Französische Revolutionslieder aus der Zeit der Pariser Commune. Übertragen und eingeleitet von Walter Mehring. Berlin: Malik-Verlag 1924.
- Gedichte. Ins Deutsche übertragen von Erich Weinert. Kiew: Staatsverlag der nationalen Minderheiten der USSR 1939.
- Erich Weinert: Eugène Pottier und seine Lieder. Berlin: Volk und Welt 1951.
- Die Internationale wird alle Menschheit sein! Ausgewählt, eingeleitet und übertragen von Erich Weinert. Berlin: Rütten & Loening 1962. (zweisprachige Lizenzausgabe des Verlags Volk und Welt)
- Die Internationale. Mit Holzschnitten von Frans Masereel. Berlin: Rütten & Loening 1971.